# 최씨정변
최씨정변(崔氏政變)은 최충헌(崔忠獻)이 아우 최충수(崔忠粹)와 같이 일으킨 난이다. 이 난으로 62년간 최씨정권이 지속된다.

## 정변 과정
당시 집권자 이의민은 이지순(李至純)과 이지영(李至榮), 그리고 이지광(李至光)이라는 아들을 두고 있었는데 이 3형제는 아비의 힘을 믿고 유부녀를 납치해 겁탈하거나 백성의 재산을 약탈하는 악행을 일삼았다. 
어느 날, 이지영의 하인이 동부녹사(東部錄事) 최충수의 집비둘기를 훔치자 최충수는 보상을 요구했다. 그러나 밧줄에 묶은 후 볼기까지 때리면서 최충수를 희롱한 혐의를 숨기고, 이틀 간 유폐했다. 빠져나온 최충수는 형인 최충헌에게 사정을 토로하고, 이에 분을 참지 못한 최충헌은 때를 기다리다가 고려 명종이 보제사(普濟寺)로 놀러 가고 이의민이 미타산(彌陀山) 별장에 남았다라는 보고를 받았다. 
그리고 최충헌 일파는 이의민과 그의 부하 및 3형제를 모두 죽이고 백존유(白存儒)와 한휴(韓休)에게 협조를 요청하고, 봄놀이를 하던 명종을 소환하여 정권을 잡았다.

## 같이 보기
- 이의민
- 이지순
- 이지영
- 이지광
- 최충헌
- 최충수
- 박진재
- 노석숭
- 최씨정권